# Jean-Jacques Henner
Pour les articles homonymes, voir Henner.
Jean-Jacques Henner est un peintre français, né à Bernwiller (Haut-Rhin) le 5 mars 1829, et mort à Paris 9e le 23 juillet 1905.
Auteur d’une œuvre abondante présentée dans de nombreux musées, il a une réputation de portraitiste et de dessinateur apprécié de son vivant. Il est surtout connu pour ses nombreux nus féminins aux chairs pâles, à la chevelure rousse et aux poses alanguies. Il est resté toute sa vie à l’écart des évolutions artistiques de son époque. Ses tableaux les plus connus, L’Alsace. Elle attend ou Fabiola, datent des années 1870 à 1890. En 1889, il est élu membre de l'Académie des beaux-arts.

## Biographie

### Années d’études
Fils de paysan sundgauvien, ses premiers tableaux sont des portraits et des scènes de la vie quotidienne des habitants de sa région traitées dans un réalisme parfois naïf. Henner suit ses premiers cours de dessin au collège d’Altkirch auprès de Charles Goutzwiller de 1841 à 1843 puis entre dans l’atelier de Gabriel-Christophe Guérin à Strasbourg. Grâce à l’octroi de plusieurs bourses du conseil général du Haut-Rhin, il poursuit dès 1848 ses études à Paris à l'École des beaux-arts et fréquente l’atelier de Michel Martin Drolling puis, à la mort de celui-ci, celui de François-Édouard Picot en 1851. À cette époque, il réalise de nombreuses copies d’après des chefs-d’œuvre de Titien, Raphaël ou Poussin exposés au musée du Louvre. Ingres, Pierre-Paul Prud’hon et Corot comptent parmi les peintres du XIXe siècle qu’il apprécie par ailleurs.

### Le prix de Rome
En 1858, année de la mort d’Ary Scheffer, et après deux tentatives infructueuses, le jury de l’École des beaux-arts composé de trente-et-un membres, parmi lesquels Abel de Pujol, Jean-Victor Schnetz, François-Joseph Heim, Picot, Jacques Raymond Brascassat, Hippolyte Flandrin, Eugène Delacroix et Léon Cogniet, lui décerne le prix de Rome pour sa composition Adam et Eve trouvant le corps d’Abel, ce qui lui ouvre les portes de la villa Médicis à Rome pendant cinq ans de 1858 à 1864.
Henner décrit lui-même son œuvre en ces termes : « Mon Abel est couché tout le long, sur le premier plan. Ève à genoux s’élance vers lui Adam lui semble plutôt reculer, car il a deviné tout de suite, tandis qu’Ève pourrait encore douter. ». Ce tableau est conservé à l’École nationale supérieure des beaux-arts de Paris. Il en existe une esquisse peinte à Paris au musée national Jean-Jacques Henner, ainsi qu’une seconde au musée des beaux-arts de Mulhouse. Une autre equisse ou répétition appartient à une collection privée parisienne réunissant une série d’esquisses pour le concours de Rome constituée de Picot, dont Henner fut élève.

### L’Italie

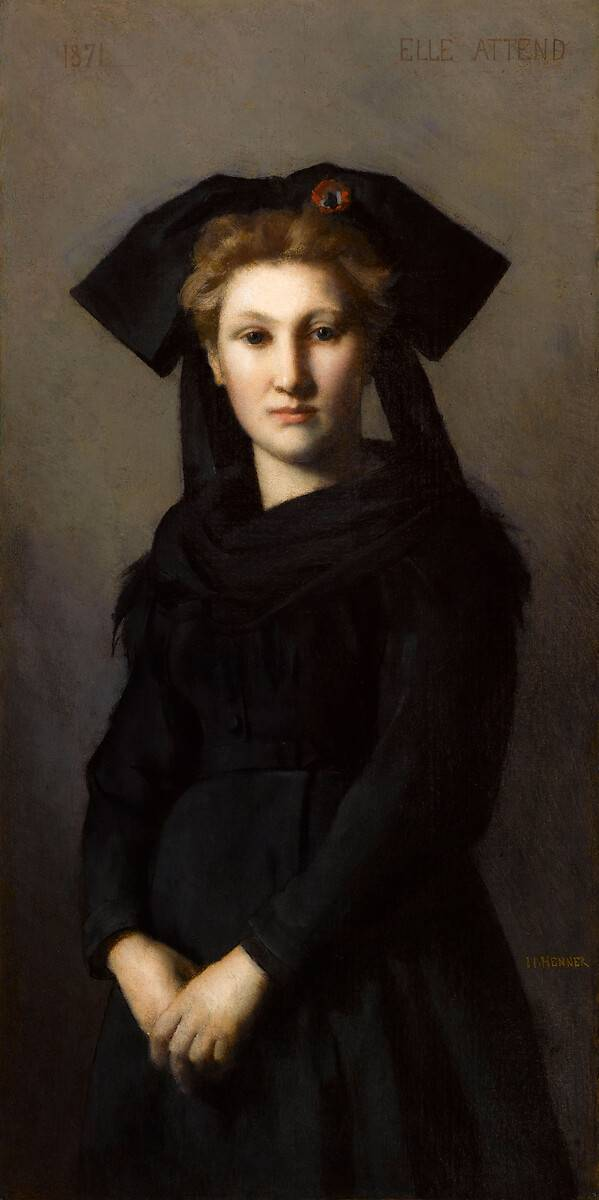
L'Alsace, elle attend (1871), musée national Jean-Jacques Henner, Paris.

Après l’obtention de son prix de Rome, Henner part à la villa Médicis en 1858. Sur les conseils de Jean-Victor Schnetz, alors directeur de l’académie de France à Rome, Henner visite l’Italie : Rome, Florence, Venise, Naples, etc. dont il peint des paysages sur le motif et découvre le pittoresque. Il étudie les grands maîtres et travaille à ses envois annuels. Attiré par Le Caravage et Raphaël à Rome, il se tourne ensuite vers le Corrège et Titien après avoir parcouru le nord du pays de juin à octobre 1860.
Le voyage d’Italie (ou « Grand Tour ») est capital pour la suite de son œuvre, sa palette s’éclaircit, son trait s’assouplit et il abandonne la raideur de ses débuts. À Rome, Henner se fait de nombreuses relations utiles pour la suite de sa carrière. En 1870, il sera à l’origine de la création des Caldarrosti, groupe d’anciens élèves de Rome qui se réunissent régulièrement à Paris autour de Louis Hector Leroux et d’Ernest Hébert.
Henner ne retournera que deux fois en Italie, en 1888 et 1891.

### Succès au Salon
De retour en France en 1864, Henner s’établit définitivement à Paris et emménage dès 1867 dans un atelier place Pigalle, où il côtoie Pierre Puvis de Chavannes, installé dans le même immeuble. Il entame alors sa carrière au Salon avec succès, cumulant commandes de portraits et achats de l’État. Au Salon de 1865, Henner est médaillé avec son dernier envoi de Rome, La Chaste Suzanne.
Il devient connu et populaire grâce à son tableau patriotique L'Alsace, elle attend, peint en 1871 après la défaite française. De nombreuses gravures sont diffusées et frappent le public : « La France tout entière reconnut dans cette figure la personnification de l’Alsace perdue […] Reproduite sous mille formes, l’Alsacienne fut pour Henner ce qu’a été Le Passant pour François Coppée, elle lui a donné la popularité. »
Il expose régulièrement au Salon des artistes français jusqu’en 1903, deux ans avant sa mort. À partir de 1876, ses tableaux sont également appréciés dans les expositions du Cercle artistique et littéraire de la rue Saint-Arnaud, puis de la rue Volney à Paris où il présente des œuvres aux côtés d’autres artistes renommés avant l’ouverture du Salon.
Il est inhumé le 25 juillet 1905 dans le cimetière de Montmartre (division 5).

## Œuvre

### Style

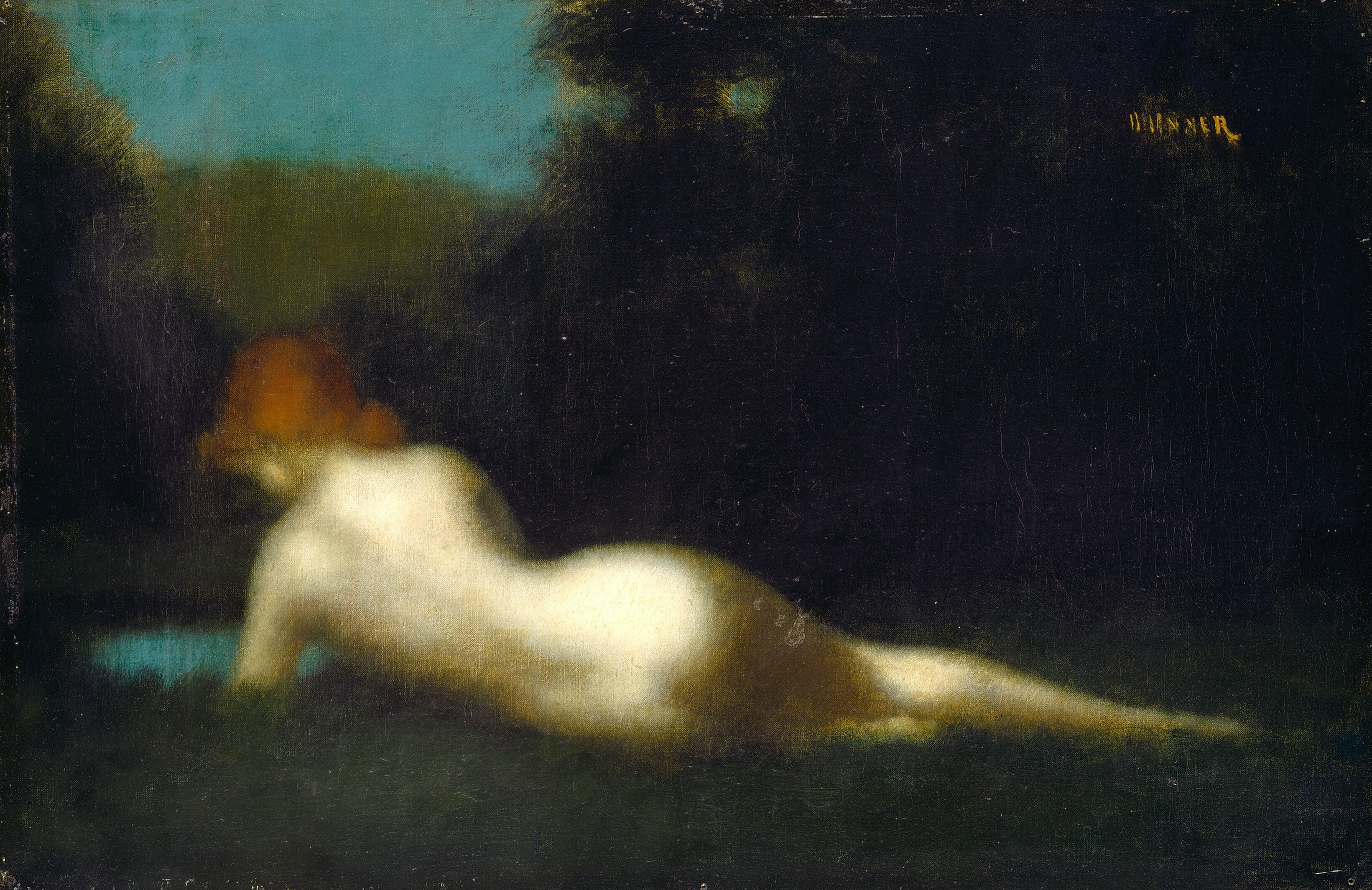
Nu allongé, Washington, National Gallery of Art.

Tout d’abord tenté par les tendances modernes, Henner s’oriente ensuite vers une esthétique personnelle éloignée de la peinture académique et du naturalisme en vogue. Très marqué par la guerre de 1870, il exprime sa douleur de la perte de l’Alsace dans L’Alsace. Elle attend. Henner entretient en effet des liens constants avec sa région natale, où il retourne chaque année malgré son annexion par l’Empire allemand en 1871. À partir de L’Idylle exposée au Salon de 1872, aujourd’hui à Paris au musée d’Orsay, l’art de Jean-Jacques Henner devient surtout emblématique par ses représentations de femmes rousses, nues, situées dans des paysages à peine esquissés comme Les Naïades, L'Églogue' ou encore sa Nymphe endormie.

« On a dit qu'Henner est le peintre des blondes : des rousses surtout. Son goût pour le roux, c'est-à-dire pour la lumière, traduit jusque dans la façon dont, en certaines natures mortes, il s’est plu à peindre des chaudrons de cuivre d’une étonnante réalité, l’entraine tout naturellement à choisir pour modèles, lorsqu’il fait un tableau, les filles rousses pareilles à celle de Titien, dont les cheveux incendient la toile. »

Les grandes figures religieuses, comme sa série sur les Madeleines, ainsi que les têtes idéales, sont d’autres caractéristiques de son art et qui, au vu de leur succès commercial, ont été multipliées par l'artiste au risque de parfois tomber dans la répétition stéréotypée. La poésie qui se dégage de ses œuvres embrumées d’un subtil sfumato valorisant les chairs blanches des figures, a contribué au succès de Henner auprès des collectionneurs de tous horizons, promu par des marchands d'art, tels Knoedler et Bernheim, qui diffusent ses œuvres en Amérique.

### La reconnaissance
Outre son prix de Rome en 1858, la carrière de Henner est celle d’un peintre reconnu du Second Empire et de la IIIe république. Médaillé de nombreuses fois aux Salons, comme au Salon de 1865 et aux Expositions universelles, il est élu en 1889 membre de l’Académie des beaux-arts, en remplacement d’Alexandre Cabanel. En 1903, il devient grand officier de la Légion d'honneur après avoir reçu les différentes distinctions honorifiques de l’État depuis 1873.
Henner entretient par ailleurs une vie sociale importante. Outre les clubs alsaciens auxquels il participe, il est membre de plusieurs associations d’artistes, d’écrivains et d’hommes politiques, habitant souvent le quartier parisien de la Nouvelle Athènes, dont l’influence n’est sans doute pas étrangère à ses succès et à ses commandes. Il entre ainsi, en 1872 à « La Macédoine », structure organisée par ses amis Jules Claretie, auteur d’une première monographie sur le peintre publiée anonymement en 1878, et par Carolus-Duran. En 1876, il intègre parallèlement une association importante, « La Marmite ».

### Henner et l'impressionnisme

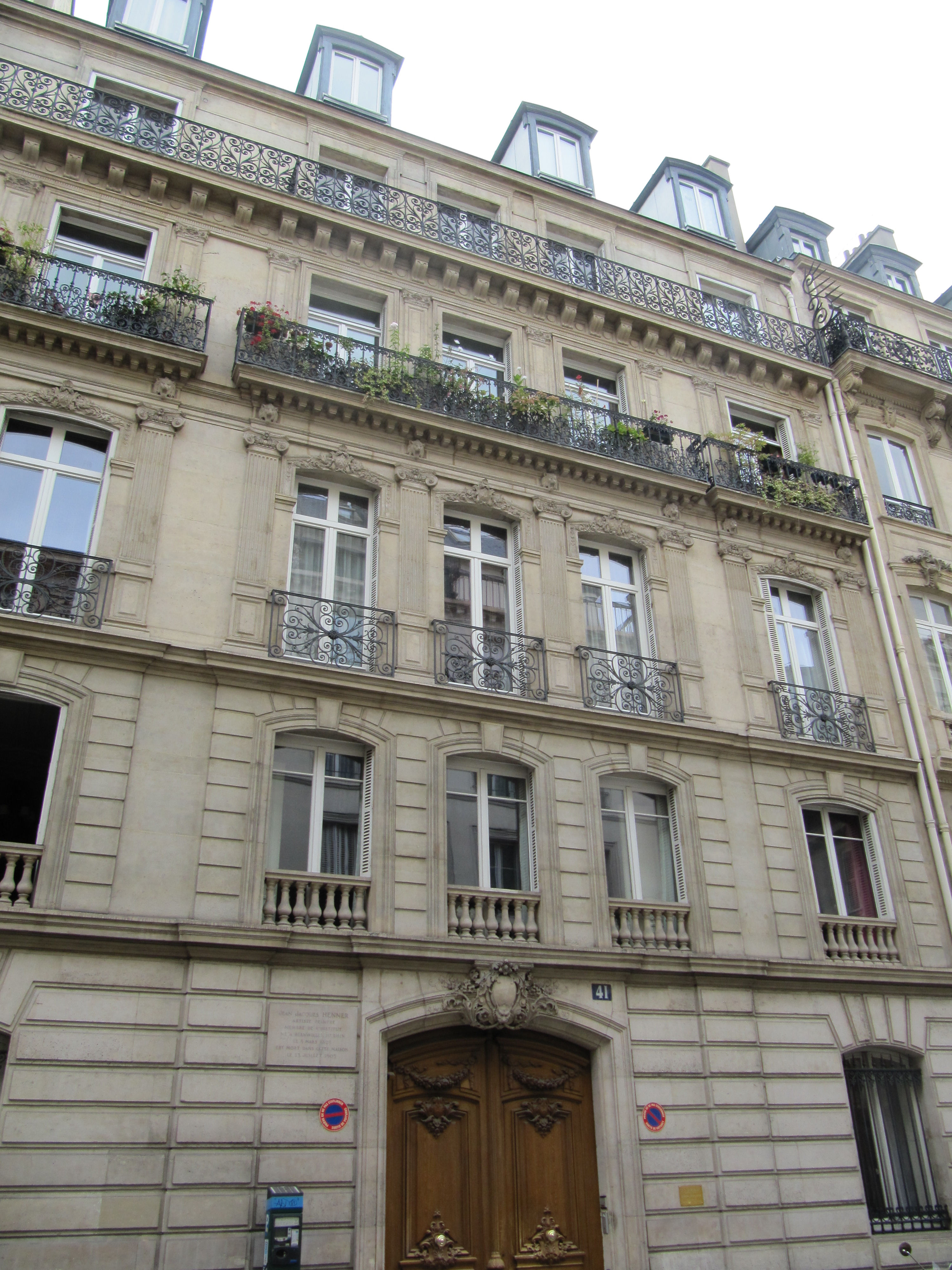
Domicile de Jean-Jacques Henner, rue La Bruyère à Paris.

Contrairement à certains de ses artistes contemporains opposés à l’impressionnisme, comme Jean-Léon Gérôme, Henner les côtoie volontiers. Il est invité à leurs expositions par Georges Charpentier et sa femme Marguerite Charpentier dont il est un proche. Membre en 1881 de la nouvelle Société des artistes français qui organise le Salon, Henner vote avec Carolus-Duran en faveur de l’attribution d’une médaille à Édouard Manet. Reconnu par le monde de l’art et la société de son temps, Henner meurt à Paris le 23 juillet 1905 à son domicile situé au no 41 rue La Bruyère, où une plaque commémorative lui rend hommage. Il est inhumé à Paris au cimetière Montmartre (5e division).

## Ses élèves
Henner a de nombreux élèves et organise avec Carolus-Duran, de 1874 à 1889, ce qu’il appelle « l’atelier des dames » destiné comme son nom l’indique, aux femmes qui n’avaient pas le droit de suivre l’enseignement de l’École des beaux-arts. Certaines lui servent aussi de modèles.
- Louise Abbéma (1853-1927)[11].
- Léonie de Bazelaire (1857-1926), qui peignit de nombreux paysages et scènes de genre pour illustrer ses récits de voyages[réf. nécessaire].
- Léon Bonhomme (1870-1924).
- Marie Rose Cayron-Vasselon (1859-1911), peintre française.
- Caroline Cingria-Stryienski (1846-1913), peintre suisse d'origine franco-polonaise[réf. nécessaire].
- Germaine Dawis (1857-1927), produit des œuvres assez semblables à celles de Dorothy Tennant dans un style très proche des œuvres de Henner[réf. nécessaire].
- Caroline Feuillas-Creusy (1861-1931)[réf. nécessaire].
- Marie Garay (1861-1953), peintre de l'École de Bayonne, représentée au Musée Bonnat-Helleu et au Musée basque et de l'histoire de Bayonne[12].
- Joséphine Houssay[13].
- Daniel Koechlin (1845-1914)[14].
- Laura Leroux (1872-1936), fille du peintre Louis Hector Leroux et future Mme Louis Revault[réf. nécessaire].
- Alphonse-Alexis Morlot[15].
- Susanne von Nathusius (1850-1929), peintre portraitiste allemande[16].
- Marie-Louise Petiet (1854-1893), étudie chez Jean-Jacques Henner dès la fin des années 1870[17], comme l’indique une lettre de son père Léopold Petiet avec Henner[18].
- Virginie-Hélène Porgès (1864-1930), fille du banquier Charles Porgès[19].
- Ottilie Roederstein (1859-1937), peintre allemande d'origine suisse, élève à Paris de Carolus-Duran et d'Henner[20].
- Juana Romani[21] (1869-1924), est une autre élève de Henner. Peintre mais aussi modèle cette italienne qui débute auprès du sculpteur Falguière et des peintres Henner et Roybet – dont elle deviendra la maîtresse – est grandement influencée dans son art par Henner et Regnault. Elle expose régulièrement à la Société des Artistes français de 1888 à 1904. D’ailleurs, elle passe régulièrement en ventes ses œuvres, parfois sous le nom de Henner, alors qu’elles sont clairement signées. La plupart sont des figures de jeunes filles de la Bible ou de la mythologie, souvent des autoportraits. On sait aussi que Juana Romani est l’un des nombreux modèles féminins de Jean-Jacques Henner, une femme « au visage triangulaire avec une frange et de grands yeux noirs, [qui posa] d’avril à décembre 1885 et de février à décembre 1887. Elle habitait au 56, boulevard du Montparnasse avec sa sœur Carolina, surnommé « l’Italienne » par Henner qui l'avait fait poser de juillet à décembre 1884, de février à novembre 1886 et en janvier 1889[22].
- Octavie Paul (1855-1944), signait Charles Paul en hommage à son père. Elle est connue sous le nom d'Octavie Charles Paul Séailles.
- Madeleine Smith (1864-1940), fondatrice de la Fondation Smith-Champion. Son œuvre reste le témoignages d’une vie entièrement consacrée à la peinture, laissant de nombreux tableaux où elle représente le parc et la maison du no 16 rue Charles VII à Nogent-sur-Marne[réf. nécessaire].
- Dorothy Tennant (1855-1926), qui devient plus tard la femme de l'explorateur Henry Morton Stanley, passe deux mois dans l'atelier du peintre en décembre 1879 et janvier 1880.
- Fanny Fleury (1846-1923), peintre française[23].

## Ses modèles
Contrairement à de nombreux artistes de l’époque qui lui sont contemporains, Henner ne semble pas avoir exploité la photographie de nus pour composer ses œuvres. Attaché à l’emploi du modèle vivant, il fait poser régulièrement, comme l’attestent ses agendas. Il conserve cependant pour mémoire quelques reproductions photographiques découpées dans certaines revues ou albums qui paraissent alors, comme Les Classiques de l’art publiées en 1865.
Outre les modèles de l’École des beaux-arts de Paris qui posent à partir de 1846 pour les académies dessinés, on recense après 1870 pas moins d’une cinquantaine de modèles professionnels, dont une dizaine de modèles masculins. Les plus connus sont Emma Dobigny, Camille Nerval, Lola Noyr, Juana Romani, et l’artiste et modèle Suzanne Valadon qui pose pour lui en 1880.
Henner demande parfois à ses amis et proches de poser pour lui, comme notamment le collectionneur Charles Hayem ou encore l’historien d’art Émile Durand-Gréville. Ses élèves posent parfois pour lui : Dorothy Tennant, Juana Romani, Germaine Dawis ou encore Virginie Porgès.
À partir 1890, alors qu’il séjourne de plus en plus en Alsace, il fait travailler les jeunes filles de son village.

## Œuvres dans les collections publiques

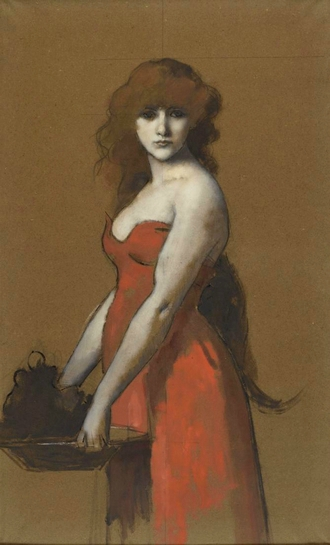
Hérodiade (vers 1887), musée national Jean-Jacques-Henner, Paris.

- Angers, musée des Beaux-Arts : Portrait de Mademoiselle Laura Leroux, 1898, huile sur toile.
- Altkirch, Musée sundgauvien
- Belfort, musée d'Art et d'Histoire : Le Christ mort, 1877-1878, huile sur toile, 111 x 174 cm.
- Colmar, musée Unterlinden.
- Dijon, musée des Beaux-Arts : 
  - Le pêcheur et le petit poisson, 1860, huile sur toile
  - Le Réveil de l'enfant, 1863, huile sur toile, 71 × 85 cm[28].
  - Biblis changée en Source, 1867, huile sur toile.
  - Le Christ mort, huile sur toile, 20,2 × 40,7 cm.
- Gray (Haute-Saône), musée Baron-Martin :
  - Portrait de M. Valfrey, 1874, huile sur carton, 27 x 21 cm, dépôt du musée des Beaux-Arts de Besançon;
  - Portrait de Mme Renaud, huile sur bois, 27 x 21 cm, dépôt du musée des Beaux-Arts de Besançon;
  - La femme voilée ou l'orpheline, 44 x 35 cm.
- Grenoble, Musée de Grenoble :
  - Étude pour La Fontaine, 1880
  - Étude pour La Vérétie, 1898
- Le Havre, Musée d'art moderne André Malraux :
  - Nu couché de face, 1895-1890 (?), huile sur carton, 19 x 27 cm.
  - Nu couché de dos, 1895-1890, huile sur bois, 19 x 24,5 cm.
- Lille, palais des Beaux-Arts : Le Christ au tombeau, 1884, huile sur bois.
- Mulhouse, Musée des Beaux-Arts[29]

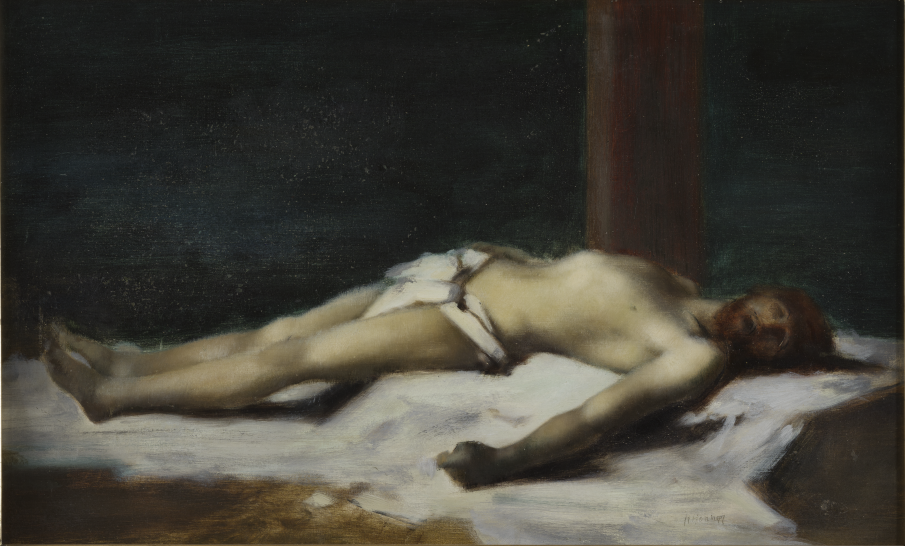
Christ au linceul, vers 1896, huile sur toile, 58 x 81 cm. Nemours, Château-Musée, 1904.4.1

- Nemours, Château-Musée : Christ au linceul, vers 1896, huile sur toile, 58 x 81 cm.
- Paris :
  - musée national Jean-Jacques-Henner :
    - Rome, terrasse de la Villa Médicis, 1860, huile sur toile, 59 × 116 cm[30]
    - Paul Henner à la médaille, vers 1865, huile sur toile, 36,5 × 29 cm] ;
    - L'Alsace, elle attend, 1871, huile sur toile, 31,5 × 22,5 cm ;
    - La Femme au parapluie, 1874, huile sur toile, 43,5 × 81,5 cm[31]
    - Naïade, 1877, huile sur toile, 0,17 × 315 cm ;
    - La Fontaine, 1880, huile sur toile, 54,8 × 44 cm ;
    - Solitude, 1886, huile sur toile, 653 × 505 cm ;
    - La Comtesse Kessler, 1886, huile sur toile, 109 × 69,5 cm ;
    - Hérodiade (Étude pour le tableau du Salon de 1887), 1887, fusain et huile sur papier collé sur toile, 109 × 685 cm.
    - Saint Sébastien, 1888, huile sur toile, 150,5 × 118,6 cm ;
    - Femme nue se mirant dans l'eau ; La Fée aux roches, huile sur bois, 27 × 22 cm[32]

  - musée d'Orsay : 
    - La Chaste Suzanne dit aussi Suzanne au bain, 1864, huile sur toile, 185 × 13 cm[33]
    - Le Christ mort ou Jésus au tombeau, 1879, huile sur toile, 71 × 198 cm[34]
    - La Liseuse, 1880-1890, huile sur toile, 94 × 1,23 cm[35]
    - Portrait de Jules Janssen (1824-1907), 1890, huile sur toile, 44 × 325 cm.

  - Petit Palais : 
    - Bara, 1882, huile sur toile, 144 x 85,5 cm.
    - Rêverie, 1904-1905, huile sur toile, 110 × 70 cm.
- Reims, musée des Beaux-Arts :
  - Fabiola, huile sur toile, après 1854-1855, 52,2 x 41 cm ;
  - Candeur, huile sur toile, avant 1891, 41,8 x 32 cm.
- Québec, Musée national des beaux-arts du Québec : Étude pour la « Madeleine pleurant », vers 1885, huile sur toile, 35 x 27,3 cm[36].

## Galerie

Œuvres de Jean-Jacques Henner
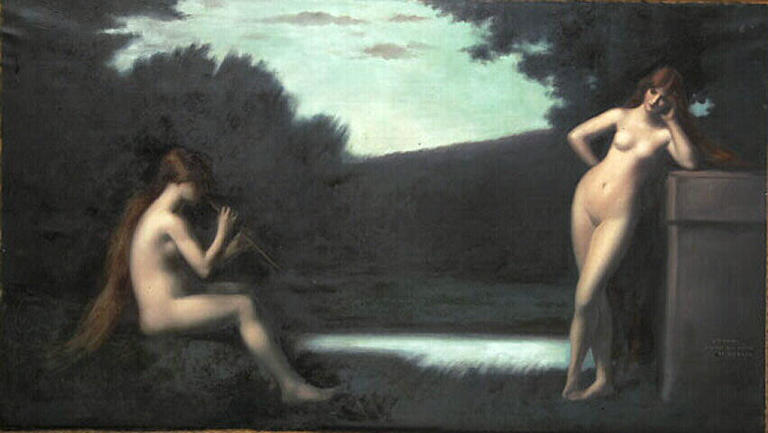
Nus féminins, Paris, musée d'Orsay.
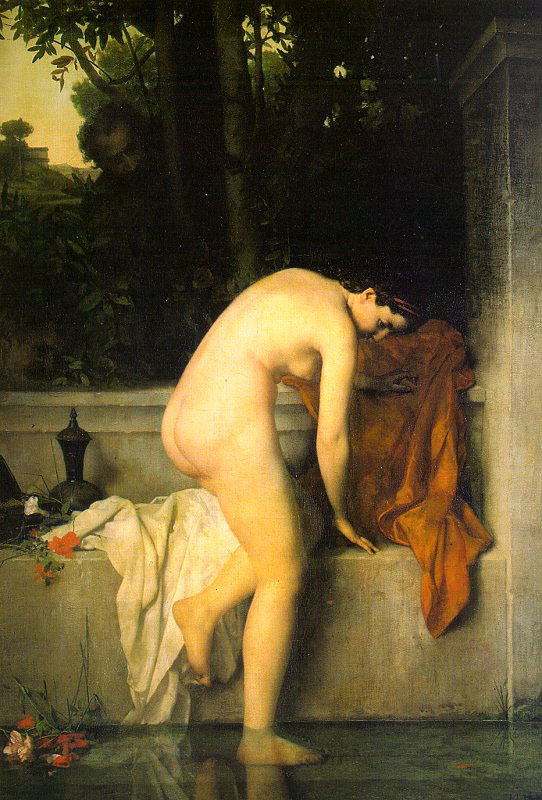
La Chaste Suzanne, Paris, musée d'Orsay.
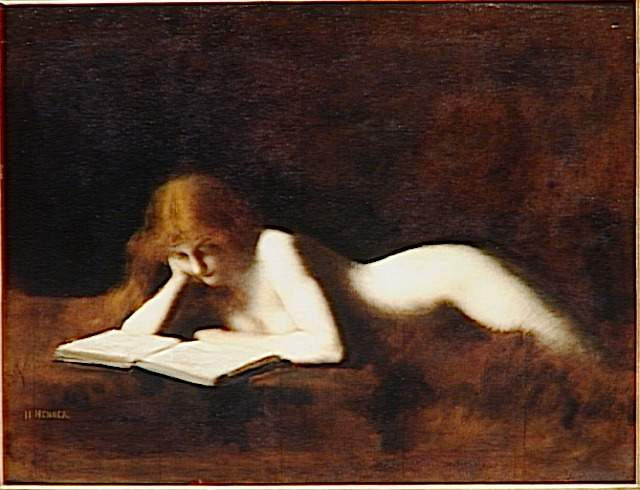
La Liseuse, Paris, musée d'Orsay.
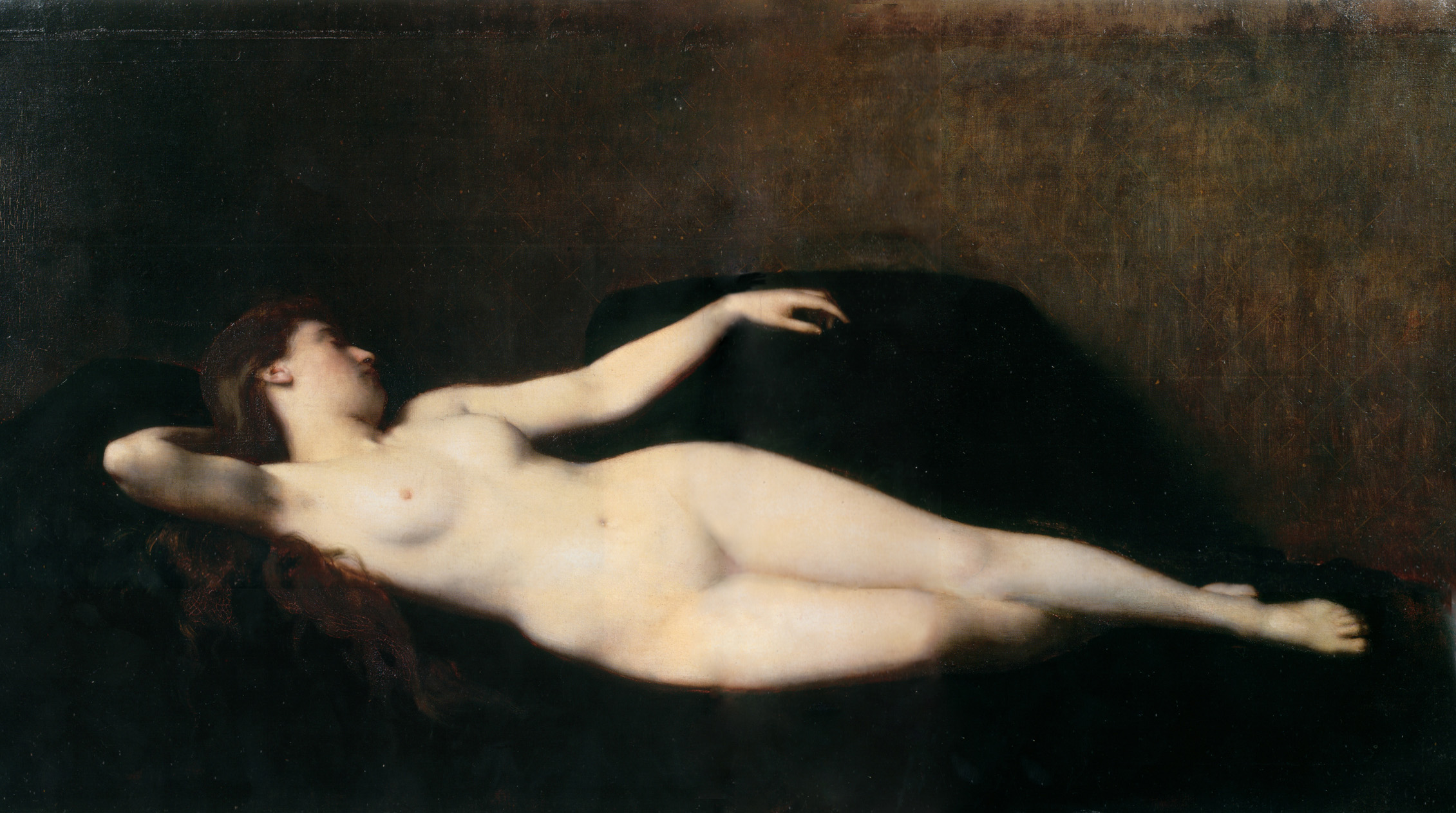
La Femme au divan noir, Mulhouse, musée des Beaux-Arts de Mulhouse.
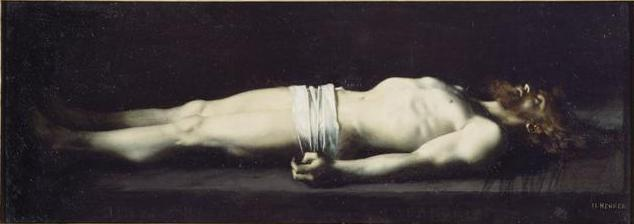
Jésus au tombeau, Paris, musée d'Orsay.
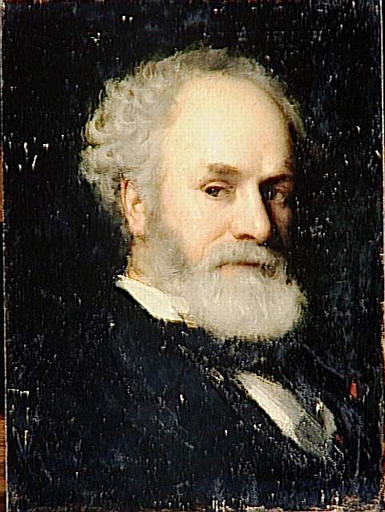
Jules Janssen, Paris, musée d'Orsay.
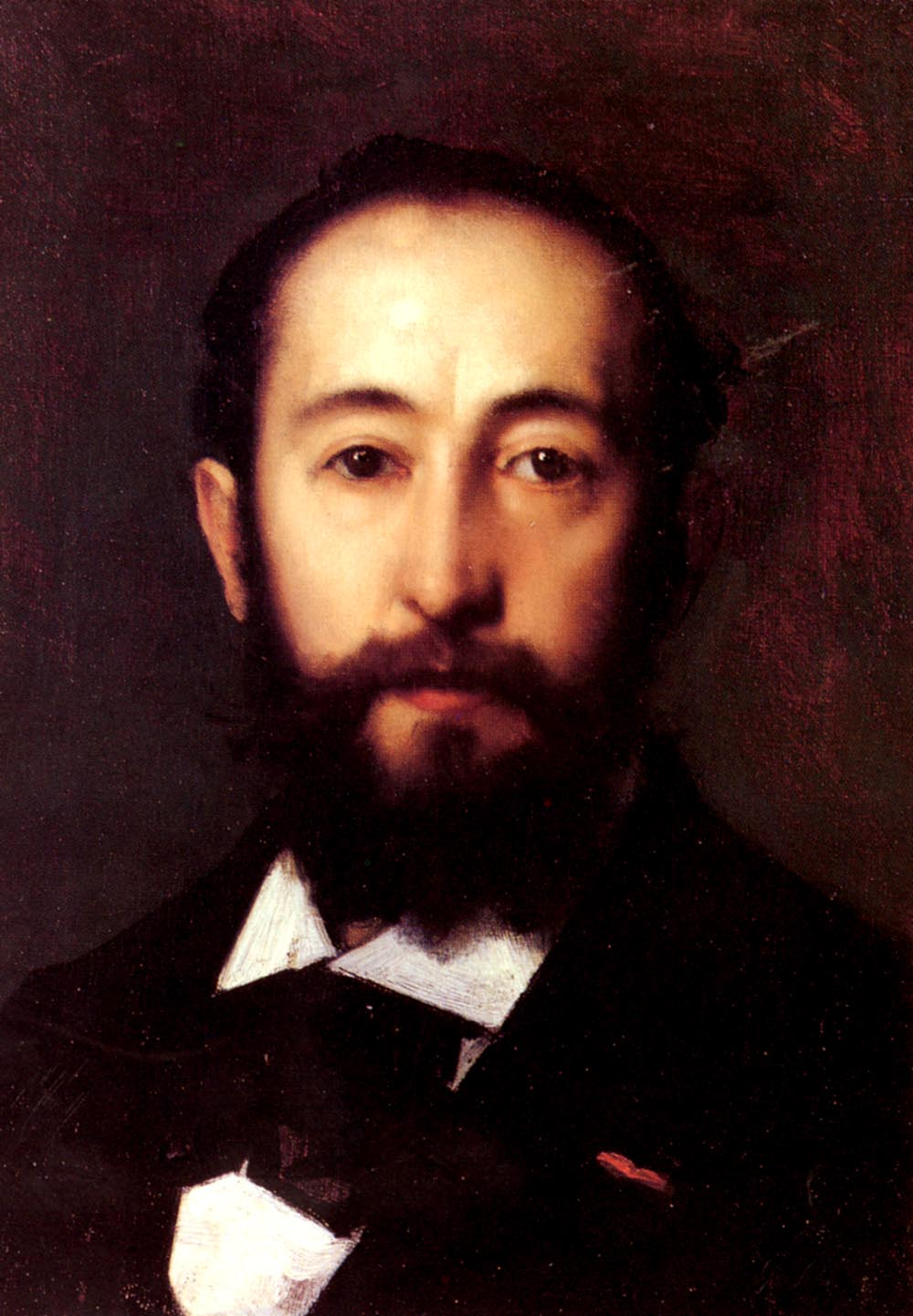
Portrait d'homme, Paris, musée d'Orsay.
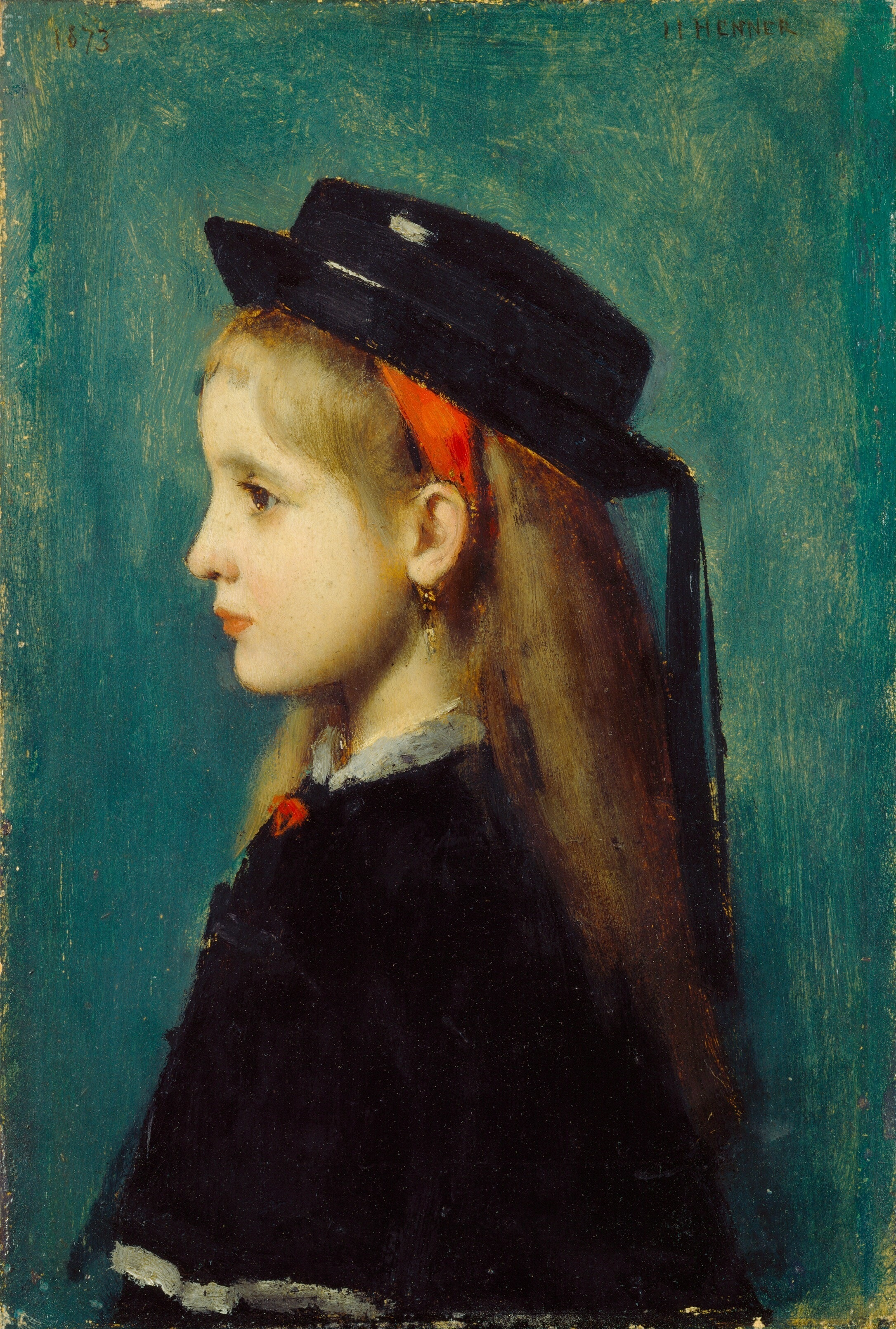
Fille alsacienne, Washington, National Gallery of Art.
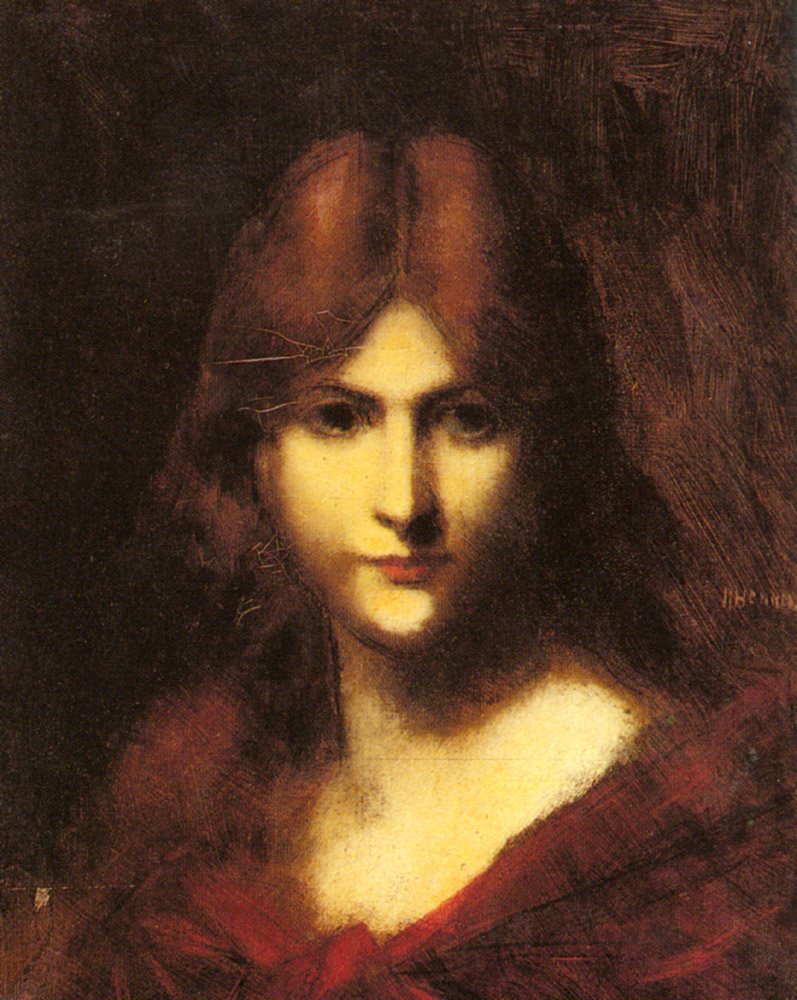
Portrait de femme ou Une rousse beauté, Mulhouse, musée des Beaux-Arts de Mulhouse.
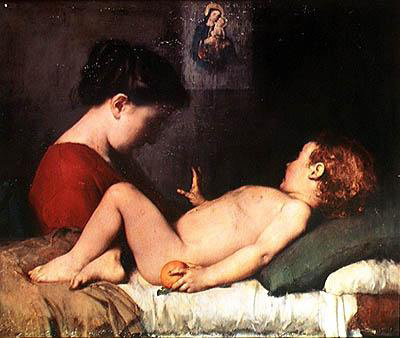
Le Réveil de l'enfant, Dijon, musée des Beaux-Arts de Dijon.
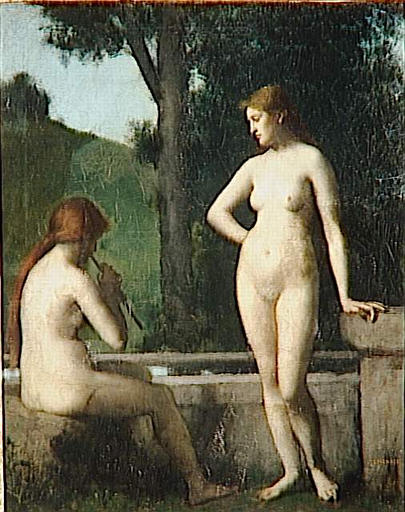
Idylle, Paris, musée d'Orsay.
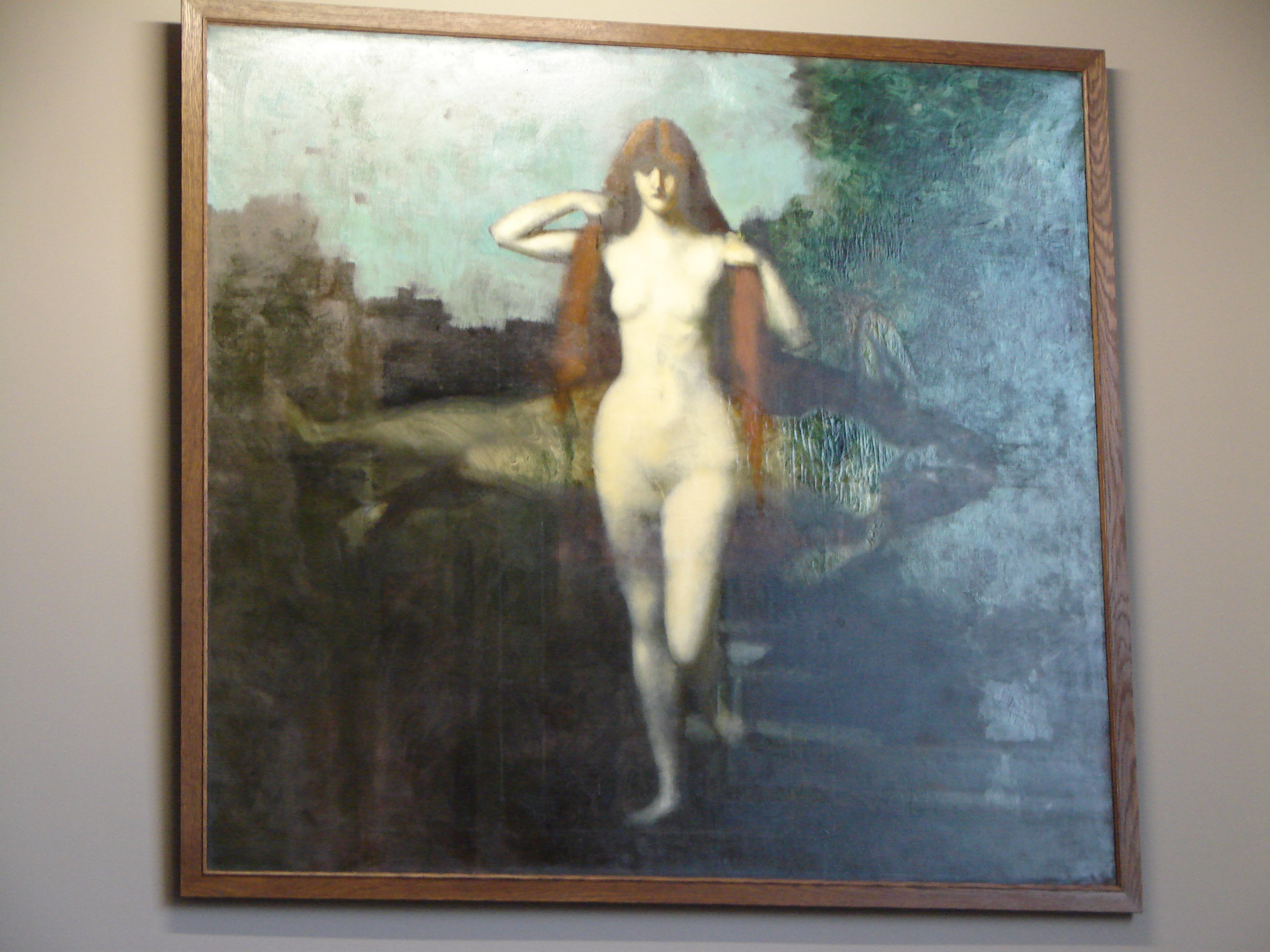
La Vérité, Paris, musée national Jean-Jacques-Henner.
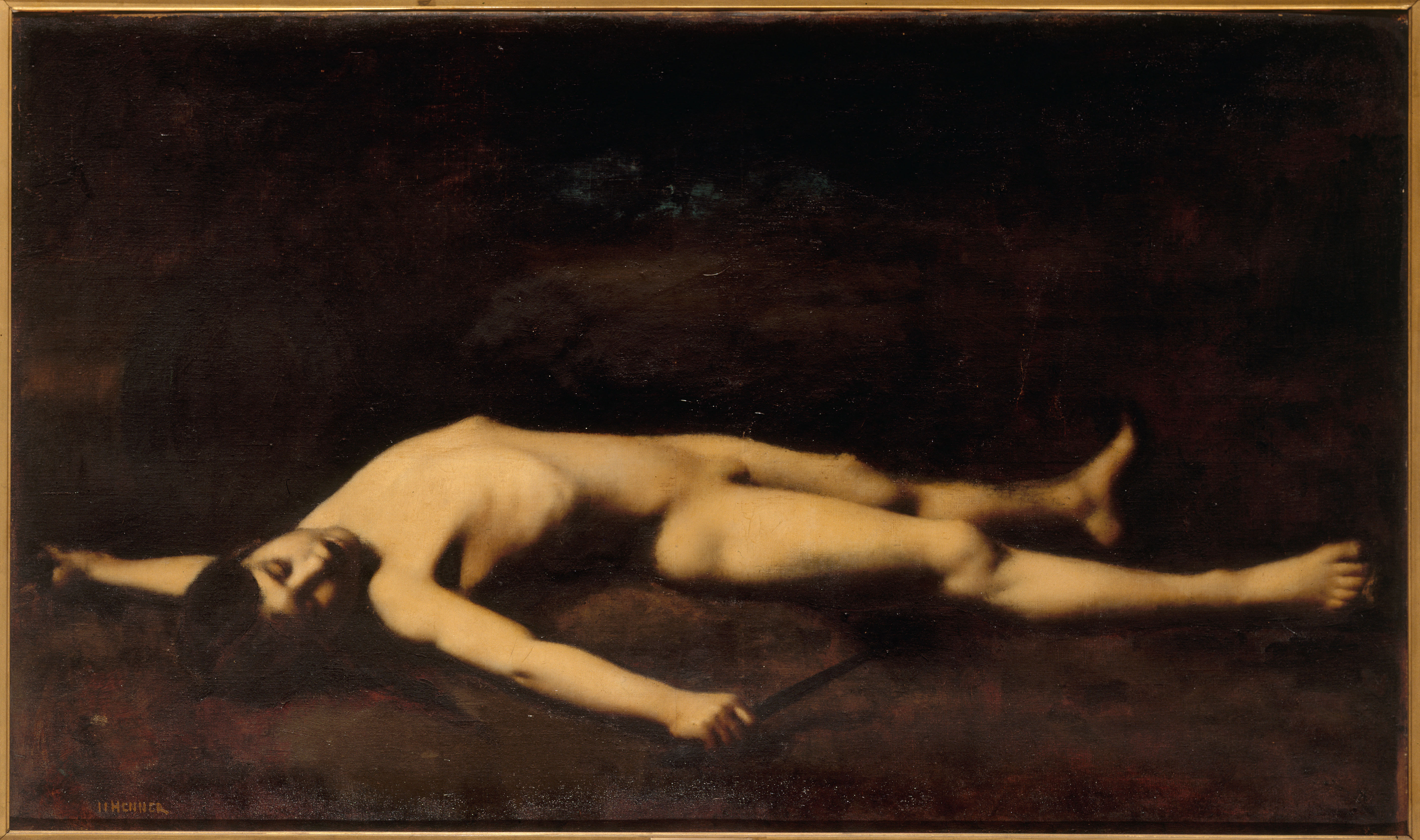
Bara (vers 1882), Paris, Petit Palais.
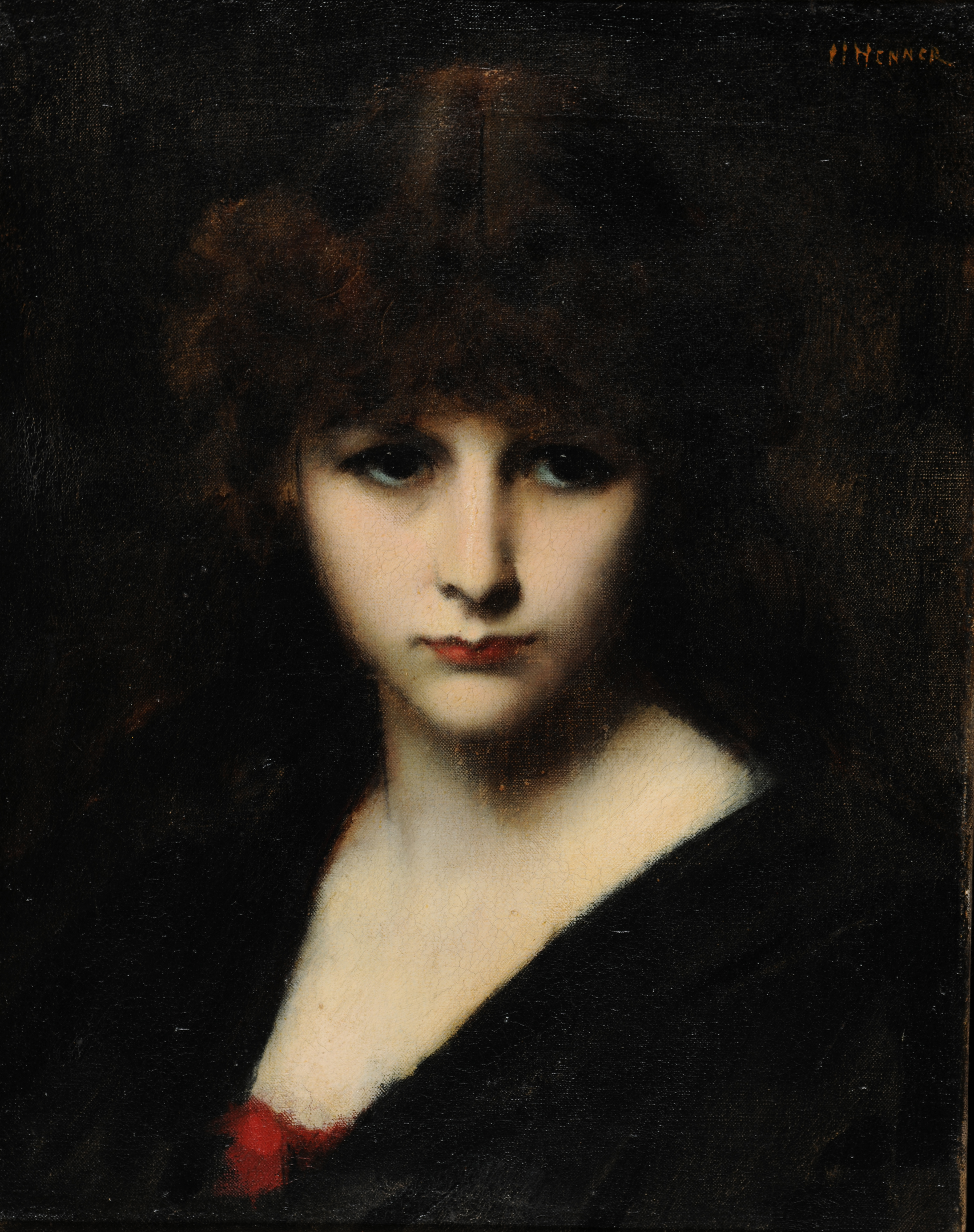
Candeur, Musée des Beaux-Arts de Reims

## Postérité

### Musée Henner et expositions rétrospectives
- Le musée national Jean-Jacques Henner se situe depuis 1924 dans un hôtel particulier au no 43 avenue de Villiers dans le 17e arrondissement de Paris, près du parc Monceau. Cet hôtel particulier fut l’atelier d’un autre peintre et grand décorateur, Guillaume Dubufe. Henner n’y a jamais vécu, son atelier, qu’il partageait avec le peintre Pierre Puvis de Chavannes, se situait à Pigalle. Trois étages du musée, rénovés en 2008 pour lui rendre un aspect aussi proche que possible de celui qu’il avait au XIXe siècle, sont consacrés à l’œuvre de Henner. Une petite salle avec deux fenêtres à jalousies est consacré à des expositions temporaires :
  - Jean-Jacques Henner, le dernier des romantiques, du 26 juillet 2007 au 13 janvier 2008:  l’exposition est co-organisée avec le musée de la vie romantique  où elle se tient; cette première rétrospective depuis un siècle  invite à reconsidérer « cet artiste si souvent caricaturé et dont on ne retient en général que l’aspect le moins intéressant, ces femmes rousses multipliées à l’envi dans les années 1890/1900 » et met l’accent sur le puissant peintre religieux, le portraitiste pénétrant et le paysagiste à la sensibilité proche de celle de Corot[37].
  - Regard sur… Henner dessinateur, du 2 juin au 6 septembre 2010, hommage au talent de dessinateur du peintre.
  - De l'impression au rêve. Paysages de Henner, du 1er février au 2 juillet 2012. L'exposition, avec plus de 90 peintures et dessins, met en lumière la place du paysage dans l’œuvre de Henner et la singularité de sa démarche artistique.
  - Elles. Les élèves de Jean-Jacques Henner. Exposition du 28 novembre 2024 au 28 avril 2025[38].

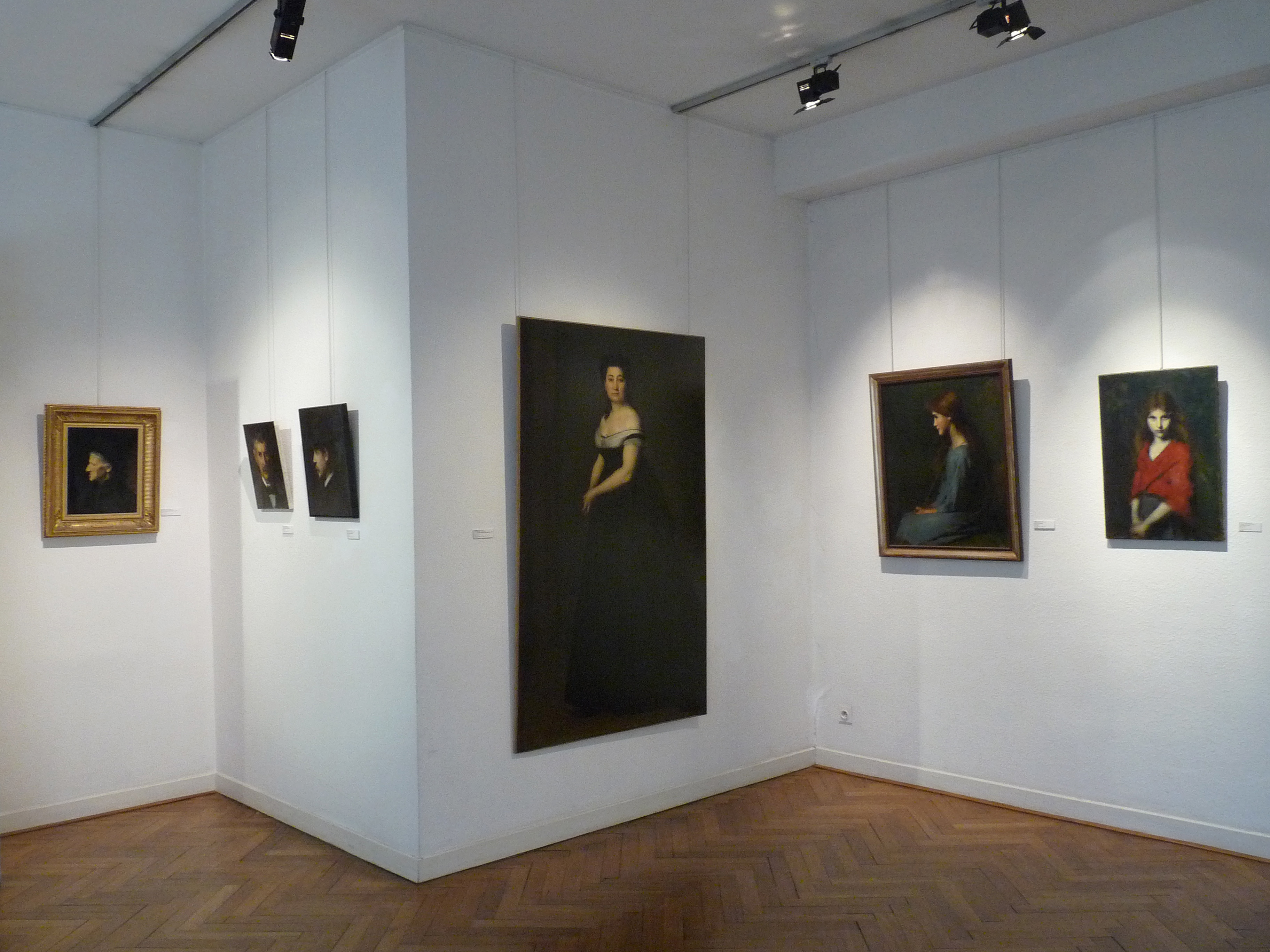
Salle Henner au musée des beaux-arts de Mulhouse.

- Le musée des beaux-arts de Mulhouse est le second musée de France à posséder le plus grand nombre de tableaux de Jean-Jacques Henner, après celui de Paris[29]. Il détient une quarantaine d'œuvres, réunies entre 1856 et 1985 grâce à plusieurs legs et dons. Une salle du premier étage de cet hôtel particulier du XVIIIe siècle est dédiée à l'artiste.
  - En 1989, une première exposition temporaire lui a été consacrée, J.J. Henner, la jeunesse d'un peintre : de 1847 à 1864, du Sundgau à la villa Médicis[39].
  - En octobre 2021, une deuxième exposition Henner dessinateur est proposée par le même musée tandis qu'au même moment, le musée des Beaux-Arts de Strasbourg propose La Chair et l'Idéal à ses visiteurs. À cette occasion, les quotidiens l'Alsace et les Dernières Nouvelles d'Alsace publient un numéro hors-série sur l'artiste dont la couverture représente une des Madeleine du peintre. Cette couverture est censurée par le réseau social Facebook car le buste de la dame est dénudé[40].

### Philatélie

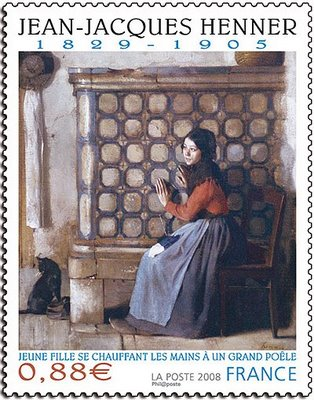
Timbre : La Jeune Fille se chauffant les mains à un poêle, 0.88 €.

- Le 20 octobre 2008, la poste française a émis un timbre d'une valeur de 0,88 € représentant La jeune fille se chauffant les mains à un poêle, tableau conservé au musée sundgauvien d'Altkirch.

### Prix Jean-Jacques-Henner
Liste non exhaustive :
- 1912 : Louis-François Biloul (1)
- 1913 : Jean Antoine Armand Vergeaud
- 1914 : Joseph Bergès
- 1920 : Georges Paul Leroux
- 1921 : Eugène Pascau
- 1922 : Hubert-Denis Etcheverry + Charles Fouqueray (?)
- 1923 : Paul-Michel Dupuy
- 1924 : Louise Lavrut
- 1925 : Louis-François Biloul (2)
- 1926 : Émile Aubry
- 1927 : André Lagrange
- 1928 : Antony Troncet
- 1929 : Tancrède Synave
- 1930 : Eugène Narbonne
- 1931 : Paul Sieffert
- 1932 : Alfred Dabat
- 1933 : Auguste Leroux
- 1934 : Albert Fernand Renault
- 1935 : Léon Pierre Félix
- 1936 : Lucien-Paul Pouzargues
- 1937 : Émilien Barthélemy
- 1938 : Henri Montassier
- 1939 : ?
- 1940 : Cécile Ravalec
- 1941 : Emmanuel Michel Benner
- 1942 : Cyprien Eugène Boulet
- 1943 : Paul Charavel
- 1944 : Pierre Bouey (d)